# 동삭초등학교
동삭초등학교(東朔初等學校)는 대한민국 경기도 평택시에 있는 공립 초등학교이다.

## 연혁
- 2003.03.01 동삭초등학교 개교(14학급) 및 1대 조돈민 교장 취임
- 2003.05.01 개교기념일 지정
- 2004.02.13 제1회 졸업식(졸업생 97명)
- 2007.03.01 경기도교육청 지정 음악교육시범학교 지정
- 2007.03.21 역사와 명예의 전당 개관, 독서 사랑관 개관
- 2007.09.30 학교 숲 가꾸기 완성
- 2008.10.24 경기도 교육청지정 음악교육시범학교 보고회
- 2010.03.01 2010 청소년 스스로 지킴이 연구학교 지정(경기도 교육청)
- 2012.09.01 제4대 안승렬 교장 취임
- 2014.03.01 경기도교육청 혁신학교 지정
- 2015.02.14 제12회 졸업식(졸업생 151명, 총 1909명)
- 2015.03.01 초등35학급편성(특수2, 유치원1 포함)

서재자이